# Фингальский язык
Фи́нгальский язык (англ. Fingallian) — мёртвый язык западногерманской подгруппы германских языков, распространённый до середины XIX века в ирландском графстве Фингал. Считается, что он произошёл от среднеанглийского языка, который появился в Ирландии в результате нормандского вторжения и вымер к середине XIX века. Хотя о фингальском мало что известно, считается, что он похож на язык йола из графства Уэксфорд.
Сохранившаяся литература на фингальском языке состоит из двух сатирических или юмористических стихов: короткого «Фингальского танца» и гораздо более длинного «Purgatorium Hibernicum». Оба стихотворения являются анонимными и считаются юмористическими пародиями на фингальском языке, созданными не носителями языка, поэтому их ценность с лингвистической точки зрения является спорной.

## История

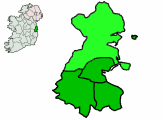
Область Фингал (светло-зелёный) на карте графства Дублин

На фингальском языке говорили в регионе Фингал, исторически являвшемся частью графства Дублин к северу от реки Тока, а теперь — отдельным графством. На этом языке говорили в районе у северной границы. Название Фингал происходит от ирландского Fine Gall, то есть «территория чужеземцев», вероятно, отсылки к норвежскому поселению в этом районе. Лингвист Альф Зоммерфельт сделал предположение о норвежском влиянии на фингальский диалект, хотя более поздние исследователи не нашли доказательств такой связи.
Считается, что фингальский язык, как и язык Йола, произошёл от среднеанглийского языка, который использовался «староанглийскими» поселенцами после Нормандского вторжения в Ирландию в 1169 году. Среднеанглийский язык прочно обосновался в юго-восточной Ирландии вплоть до XIV века, когда область была повторно гэлизирована и английский язык был вытеснен. Таким образом, языки йола и фингальский являются единственными засвидетельствованными реликтами этой оригинальной разновидности английского языка в Ирландии.